# HD 55130
HD 55130，又名BD+27 1337，SAO 79170、HR 2711，是一颗恒星，视星等为6.43，位于銀經190.28，銀緯16.4，其B1900.0坐标为赤經7h 6m 35.7s，赤緯+27° 16.4′ 40″。